# Альпидовский, Михаил Гаврилович
Михаи́л Гаври́лович Альпидо́вский (18 ноября 1923, Козьмодемьянск, Марийская автономная область, РСФСР, СССР — 30 декабря 2007, Козьмодемьянск, Марий Эл, Россия) — советский государственный, партийный и хозяйственный деятель. Председатель Козьмодемьянского городского исполкома Марийской АССР (1960—1962). Почётный гражданин Козьмодемьянска (1983). Участник Великой Отечественной войны. Член ВКП(б) с 1944 года.

## Биография
Родился 18 ноября 1923 года в г. Козьмодемьянске Марийской автономной области (ныне — Марий Эл) в семье крестьянина-середняка, репрессированного и расстрелянного в 1938 году. В 1941 году окончил среднюю школу. 
В мае 1942 года призван в РККА. Участник Великой Отечественной войны: с июня 1942 по август 1942 года участвовал в боях на Юго-Западном фронте в 107 отдельной стрелковой бригаде 4 особого батальона, с августа 1942 по ноябрь 1942 года — в боях на Воронежском фронте, а с ноября 1942 по апрель 1944 года — в боях в качестве вычислителя–топографа 609 пушечно-артиллерийского полка на 1 Украинском фронте, гвардии сержант. Участвовал в обороне Воронежа, форсировании Днепра, Курской битве, освобождении Киева, штурмовал Берлин и Прагу. Трижды ранен. В 1944 году принят в ряды ВКП(б). После окончания войны в 1946 году был направлен в артиллерийскую школу сержантов в г. Сентендре Венгрии. Окончив эту школу, демобилизовался из армии в марте 1947 года. Награждён орденами Отечественной войны II степени, Красной Звезды и медалями, в том числе медалью «за боевые заслуги». 
После демобилизации в 1947 году находился на хозяйственных и партийных должностях в Козьмодемьянске. В 1960—1962 годах — председатель Козьмодемьянского городского исполкома. В 1964 году окончил заочное отделение Высшей партийной школы при ЦК КПСС.
В 1967—1977 годах был одним из руководителей строительства завода «Копир» в Козьмодемьянске.
В 1983 году ему присвоено звание «Почётный гражданин Козьмодемьянска». Награждён медалями и Почётной грамотой Президиума Верховного Совета Марийской АССР.
Ушёл из жизни 30 декабря 2007 года в г. Козьмодемьянске Марий Эл, похоронен на городском кладбище Козьмодемьянска.

## Звания и награды

### Трудовые
- Почётный гражданин Козьмодемьянска (15 декабря 1983)[1] — за долгую и плодотворную работу на посту председателя горисполкома города[2]
- Медаль «За доблестный труд. В ознаменование 100-летия со дня рождения Владимира Ильича Ленина» (1970)
- Почётная грамота Президиума Верховного Совета Марийской АССР (1957)[1]

### Боевые
- Орден Отечественной войны II степени (13.06.1945)[3]
- Орден Красной Звезды (28.08.1944)[3]
- Медаль «За боевые заслуги» (05.11.1943)[3]
- Медаль «За взятие Берлина» (09.06.1945)[3]
- Медаль «За победу над Германией в Великой Отечественной войне 1941—1945 гг.» (09.05.1945)[3]
- Медаль «За храбрость перед врагом» (1946)[2]

## Память
- Его имя занесено в Книгу Трудовой Славы г. Козьмодемьянска Марий Эл[2].
- Фотодокументальные материалы из личного архива Почётного гражданина Козьмодемьянска М. Г. Альпидовского хранятся в Козьмодемьянском музейном комплексе[2][6].
- Воспоминания участника Великой Отечественной войны М. Г. Альпидовского хранятся в Государственном архиве Республики Марий Эл.